# 西南统计区
西南统计区，是北馬其頓八个统计区之一，位于该国西南部，西面与阿尔巴尼亚接壤。

## 市镇
西南统计区包括9个市镇：
- 中茹帕市镇
- 德巴尔市镇
- 德巴尔察市镇
- 基切沃市镇
- 马其顿布罗德市镇
- 奥赫里德市镇
- 普拉斯尼察市镇
- 斯特鲁加市镇
- 韦夫查尼市镇